# L'Apocalypse des animaux (album)
L'Apocalypse des animaux este albumul compozitorului de origine greacă Vangelis care cuprinde coloana sonoră a documentarului cu același nume regizat de Frédéric Rossif. A fost compus în anul 1971 și a fost scos inițial sub formă de LP în anul 1973, iar pe compact disc în anul 1988.

## Lista pieselor
1. "Apocalypse Des Animaux - Generique" - 1:25
2. "La Petite Fille De La Mer" - 5:53
3. "Le Singe Bleu" - 7:30
4. "La Mort Du Loup" - 3:00
5. "L'Ours Musicien" - 1:00
6. "Creation Du Monde" - 9:51
7. "La Mer Recommencee" - 5:55

## Informații album
Toată muzica este compusă, aranjată, produsă și interpretată de Vangelis.

Coloana sonoră originală a filmului: L'apocalypse des animaux.

Regizor: Frederic Rossif.

Film co-produs de Tele-Hachette R.A.I.

Înregistrat la Studio Europa Sonor, de Didier Pitois.